# Paysandisia archon
Paysandisia archon es una especie de lepidóptero de la familia Castniidae originaria de Uruguay, Argentina, Brasil y Paraguay. Es la única especie del género Paysandisia. Fue descrita en 1879 por el alemán Hermann Burmeister, quien la denominó en un principio Castnia archon, y actualmente es considerada la única especie del género Paysandisia.
A pesar de su procedencia sudamericana, esta especie se encuentra también en Europa, donde ha sido introducida accidentalmente y se ha convertido en plaga de palmeras debido a sus hábitos perforadores en su etapa de oruga.

## Descripción y biología
Paysandisia archon es una mariposa grande que llega a medir entre 75 y 110 mm de envergadura, siendo las hembras mayores que los machos. Las alas anteriores son de color marrón oliváceo en el anverso y anaranjado en el reverso, con los extremos marrón claro, y las posteriores son anaranjadas en la parte superior, con una banda postdiscal negra que presenta algunas manchas blancas. Se puede reconocer a las hembras por el prominente oviscapto y por la banda negra, más amplia en los machos. Las antenas son filiformes terminadas en maza.
Los adultos vuelan durante el día, como es habitual en la familia Castniidae, entre junio y septiembre en Europa. Es habitual verlos en horas de mucho calor e insolación, en dos periodos al día, con un vuelo ágil y veloz.
Los huevos son fusiformes y asalmonados y la larva presenta un color similar en su primer estadio, pero luego es blanquecina. A lo largo de la vida de la larva se suceden nueve estadios distintos en los que el individuo crece hasta alcanzar los 9 cm de longitud desde los menos de 10 mm que mide al salir del huevo. Debido al prolongado tiempo de desarrollo necesario para su crecimiento, el ciclo biológico de Paysandisia archon puede ser anual o bianual, dependiendo del momento de eclosión del huevo, que influye en si la larva necesitará una temporada o dos para completar su crecimiento. El huevo es depositado por la hembra sobre la palmera que funciona como planta nutricia, cerca de la corona, y posteriormente la larva penetra en su tronco para alimentarse y crecer. Las larvas son xilófagas y construyen largos túneles en el tronco de la palmera, lo que puede llegar a matar a la planta, y además pueden comportarse como caníbales para defender su territorio. La forma en que la larva pupa y después eclosiona es similar a la de la familia Sesiidae, pues la exuvia queda en el orificio de salida del tronco.

### Plantas nutricias
Se han observado varias plantas nutricias para esta especie (introducidas o nativas, tanto en Sudamérica como fuera):
En Sudamérica
- Trithrinax campestris (especie principal)
- Butia yatay
- Butia capitata
- Phoenix canariensis
- Chamaerops humilis
- Livistona chinensis
- Syagrus romanzoffiana

Fuera de su área de distribución
| - Brahea spp.: - B. armata - B. edulis - Butia capitata - Chamaerops humilis - Livistona spp.: - L. australis - L. chinensis - L. decipiens - L. saribus | - Phoenix spp.: - P. canariensis - P. dactylifera - P. reclinata - P. roebelenii - P. sylvestris - Sabal spp.: - S. mexicana - S. minor - S. palmetto | - Syagrus romanzoffiana - Trachycarpus spp.: - T. fortunei - T. wagnerianus - Trithrinax campestris - Washingtonia spp.: - W. filifera - W. robusta |

## Especie invasora
A pesar de que en su distribución natural Paysandisia archon no se constituye en plaga —en parte porque es una especie poco habitual y en parte porque las palmeras nativas se han mostrado más resistentes que las introducidas—, en Europa, donde es especie exótica, sí ha causado problemas y se ha extendido de manera rápida, por lo que se ha promovido su investigación para estudiar defensas contra su comportamiento invasor. Esta especie se citó por primera vez en Europa en el año 2000 en España (en la provincia de Gerona) y en 2001 en Francia (en el departamento de Var). Posteriormente, también se ha citado en más zonas de España (Islas Baleares y Comunidad Valenciana), Italia (regiones de Campania, Lacio, Marcas y Sicilia), Grecia (Creta), Reino Unido en 2002 (condado de Sussex), Países Bajos en 2007 (Zoetermeer) y Rusia en 2014 (krai de Krasnodar).
Paysandisia archon ha afectado a lugares Patrimonio de la Humanidad, como el Palmeral de Elche, y llega a causar gran mortalidad de palmeras: sólo en la ciudad rusa de Sochi se habían declarado en el periodo 2014-2016 más de doscientas palmeras muertas. Los métodos fitosanitarios no se han mostrado suficientemente eficaces para contener la expansión de la especie, por lo que sus daños podrían aumentar, llegando a ocasionar, por ejemplo, la pérdida de los palmitos naturales de las islas Baleares, declarados regionalmente especie de protección especial. En España se encuentra incluida en el Catálogo Español de Especies Exóticas Invasoras, donde se describe su impacto ecológico sobre especies autóctonas como Chamaerops humilis y Phoenix canariensis, así como su daño económico en el sector de las palmeras ornamentales, que es por otra parte el origen de la introducción.

## Métodos de control(excluyendo los productos fitosanitarios con un fuerte impacto en la biodiversidad)
El uso de nematodos entomopatógenos del tipo Steinernema carpocapsae: eficaces contra las larvas de la mariposa cuando se encuentran dentro de la palmera, estos gusanos microscópicos infectan a la larva provocándole septicemia. Este método es respetuoso con el medio ambiente, pero su eficacia es variable, dependiendo de las condiciones climáticas, la densidad poblacional de la plaga y la frecuencia de los tratamientos.
Algunas cepas de Bacillus thuringiensis (especialmente Bt kurstaki) se utilizan para atacar específicamente las larvas de la mariposa. El tratamiento suele aplicarse por pulverización sobre las zonas de puesta o en la corona de la palmera, en un momento preciso del ciclo del insecto. Este método también es respetuoso con el medio ambiente, pero su eficacia es limitada en el tiempo, ya que el producto es sensible a los rayos UV y al lavado por lluvia o riego. Es menos adecuado en fases avanzadas de infestación (larvas profundamente instaladas en el tronco).
El uso de productos fitosanitarios a base de esporas entomopatógenas de Beauveria bassiana permite controlar esta plaga, pero no está exento de riesgos: no debe aplicarse en presencia de abejas ni por personas inmunodeprimidas o bajo tratamiento inmunosupresor. El tiempo de reingreso es de 6 horas para aplicaciones al aire libre y de 8 horas en espacios cerrados. Beauveria bassiana requiere condiciones específicas de humedad y temperatura para desarrollarse correctamente. En climas cálidos y secos, como suele ser el caso en las zonas donde se cultivan palmeras, su eficacia disminuye considerablemente. Además, el hongo se degrada rápidamente con la luz solar, lo que limita la duración de la protección tras la aplicación.
También se utilizan himenópteros tricrográmidos (Trichogramma), cuyas larvas se desarrollan a expensas de los huevos del insecto.
Finalmente, el uso de redes de protección específicas y diseñadas a medida constituye un método de control físico, preventivo y altamente eficaz. Estas redes, cuando están adaptadas a la morfología de la palmera y a la biología de la plaga, permiten crear una barrera mecánica impenetrable que impide a las hembras adultas depositar sus huevos en la corona de las palmeras. Esta técnica presenta varias ventajas:
- Eficacia preventiva inmediata y continua sin necesidad de tratamientos químicos o biológicos, al impedir la puesta;
- Eficacia curativa al evitar que escape una mariposa emergente;
- Reducción del número de intervenciones humanas;
- Ausencia de impacto ambiental;
- Adaptabilidad a diferentes especies y tamaños de palmeras.

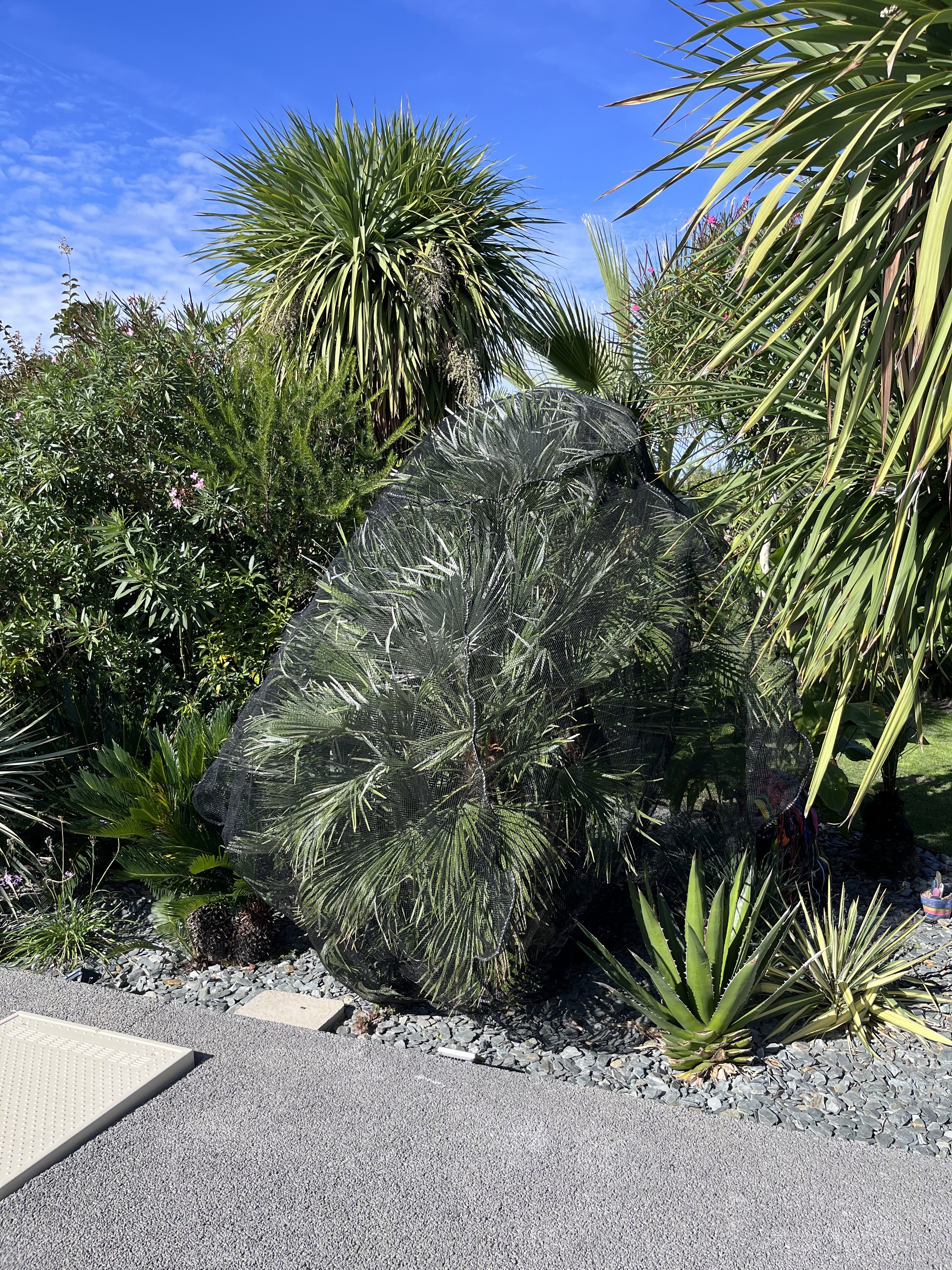
Red de protección (tipo Vigipalm®) instalada en una cepa de Chamaerops humilis, palmera particularmente atacada por Paysandisia archon.

Los adultos utilizan compuestos semioquímicos para encontrarse entre sí y localizar sus plantas hospedadoras en el entorno. El uso de olores en la lucha contra la plaga ha sido objeto de varios estudios, sin que se hayan obtenido resultados concluyentes.

## Galería
|                                                                                          |
| Parte superior e inferior de un macho, Museo de Historia Natural de la ciudad de Tolosa. |

|                             |
| Larva (80 mm) en su galería |

|       |
| Larva |

|           |
| Crisálida |

|      |
| Pupa |

|               |
| Vista frontal |

|               |
| Vista lateral |